# Ingrid Lafforgue
Ingrid Lafforgue (ur. 5 listopada 1948 w Luchon) – francuska narciarka alpejska, dwukrotna medalistka mistrzostw świata, zdobywczyni Małej Kryształowej Kuli Pucharu Świata.

## Kariera
W zawodach Pucharu Świata zadebiutowała 7 stycznia 1967 roku w Oberstaufen, zajmując 11. miejsce w slalomie. Pierwsze punkty (do sezonu 1978/79 punktowało tylko dziesięć najlepszych zawodniczek) wywalczyła 3 stycznia 1969 roku w Oberstaufen, gdzie zajęła czwarte miejsce w slalomie. Walkę i podium przegrała tam z Austriaczką Olgą Pall o 0,19 sekundy. Na podium zawodów tego cyklu pierwszy raz stanęła 23 stycznia 1969 roku w Saint-Gervais, wygrywając rywalizację w slalomie. W zawodach tych wyprzedziła swą rodaczką, Annie Famose i Judy Nagel z USA. W kolejnych startach 13 razy stawała na podium, odnosząc kolejne sześć zwycięstw: 13 stycznia 1970 roku w Badgastein, 2 lutego 1970 roku w Abetone, 13 lutego 1970 roku w Val Gardena, 22 lutego 1970 roku w Jackson Hole i 1 marca 1970 roku w Vancouver wygrywała slalomy, a 12 marca 1970 roku w Voss była najlepsza w gigancie. W sezonie 1969/1970 zajęła czwarte miejsce w klasyfikacji generalnej, w klasyfikacji slalomu była najlepsza, a w klasyfikacji giganta piąta. Ponadto w sezonie 1968/1969 była piąta w klasyfikacji generalnej, w klasyfikacji slalomu była trzecia, a w klasyfikacji giganta zajęła ósme miejsce.
Wystartowała na mistrzostwach świata w Val Gardena w 1970 roku, zdobywając w slalomie złoty medal. Wyprzedziła na podium Barbarę Cochran z USA i kolejną Francuzkę, Michèle Jacot. Dzień później wywalczyła srebrny medal w gigancie, plasując się za Kanadyjką Betsy Clifford a przed rodaczką Françoise Macchi. Nigdy nie wystąpiła na igrzyskach olimpijskich.
Jest córką narciarzy: Szwedki May Nilsson i Francuza Maurice’a Lafforgue’a. Jej mężem jest także narciarz Henri Duvillard, a siostrą bliźniaczką narciarka Britt Lafforgue. Jest też siostrzenicą szwedzkiego narciarza Åke Nilssona i szwagierką francuskiego narciarza Adriena Duvillarda. Jest także ciotką francuskich narciarzy dowolnych: Juliena Regnier-Lafforgue’a i Cédrica Regnier-Lafforgue’a.
W 1970 roku zakończyła karierę.

## Osiągnięcia

### Mistrzostwa świata
| Miejsce | Dzień     | Rok  | Miejscowość | Konkurencja | Czas biegu | Strata | Zwyciężczyni   |
| ------- | --------- | ---- | ----------- | ----------- | ---------- | ------ | -------------- |
| 1.      | 13 lutego | 1970 | Val Gardena | Slalom      | 1:40,44    | -      | -              |
| 2.      | 14 lutego | 1970 | Val Gardena | Gigant      | 1:20,46    | +0,07  | Betsy Clifford |

### Puchar Świata

#### Miejsca w klasyfikacji generalnej
- sezon 1968/1969: 5.
- sezon 1969/1970: 4.

#### Miejsca na podium w zawodach
1. Saint-Gervais – 23 stycznia 1969 (slalom) – 1. miejsce
2. Vipiteno – 9 lutego 1969 (gigant) – 3. miejsce
3. Wysokie Tatry – 16 lutego 1969 (slalom) – 3. miejsce
4. Squaw Valley – 28 lutego 1969 (slalom) – 2. miejsce
5. Mont-Sainte-Anne – 15 marca 1969 (slalom) – 2. miejsce
6. Lienz – 20 grudnia 1969 (slalom) – 2. miejsce
7. Badgastein – 13 stycznia 1970 (slalom) – 1. miejsce
8. Saint-Gervais – 22 stycznia 1970 (slalom) – 2. miejsce
9. Abetone – 2 lutego 1970 (slalom) – 1. miejsce
10. Val Gardena – 13 lutego 1970 (slalom) – 1. miejsce
11. Val Gardena – 14 lutego 1970 (gigant) – 2. miejsce
12. Jackson Hole – 22 lutego 1970 (slalom) – 1. miejsce
13. Vancouver – 1 marca 1970 (slalom) – 1. miejsce
14. Voss – 12 marca 1970 (gigant) – 1. miejsce

- 7 zwycięstw, 5 drugich i 2 trzecie miejsca.